# Аннаоразов, Пода
Пода Аннаоразов (8 декабря 1922, Полторацк, Туркменская область, Туркестанская АССР, РСФСР — 10 июня 2010) — советский туркменский государственный и партийный деятель. Первый секретарь Марыйского обкома КП Туркмении (1971—1976), первый секретарь Ашхабадского обкома КП Туркмении (1976—1985). Член ЦК КП Туркменистана.

## Биография
Родился в 1922 году. Туркмен. Член КПСС с 1946 года.

### Образование
Окончил Ташкентскую высшую партийную школу.

### Трудовая деятельность
В 1941 году, по окончании фельдшерской школы, помощник санитарного врача Ашхабадской горсанинспекции. В 1941—1946 годах служил в Красной Армии, в 230-м и 313-м полках 68-й горнострелковой дивизии, дислоцировавшейся в Иране, вышел в отставку подполковником. С 1947 года инструктор, секретарь Ашхабадского обкома ЛКСМ, а с 1950 года — секретарь ЦК ЛКСМ Туркменистана. В 1954—1958 годах — заместитель начальника республиканского управления трудовых резервов. С 1962 года заместитель, первый заместитель начальника отдела ЦК КП Туркменистана. В 1971—1976 годах — первый секретарь Марыйского, а в 1976—1985 годах — первый секретарь Ашхабадского обкомов КП Туркменистана.
Депутат Совета Национальностей Верховного Совета СССР 9—11 созывов (1974—1989) от Туркменской ССР. В Верховный Совет 9 созыва избран от Сакар-Чагинского избирательного округа № 438 Туркменской ССР; член Комиссии по народному образованию, науке и культуре Совета Национальностей.